# Martin Ngouchet
 (avril 2025).
Martin Ngouchet, né le 15 avril 1967 à Bansoa, dans la région de l’Ouest Cameroun, est un homme d'affaires et industriel camerounais.
Il est le fondateur et le président-directeur général du Groupe Ngouchet, un conglomérat actif dans la distribution agroalimentaire, la production, la logistique, le transport et l'éducation.
Il est également le président du conseil d'administration d'Area Assurances S.A depuis 2011.

## Biographie

### Enfance, formation et débuts
Martin Ngouchet est né le 15 avril 1967 à Bansoa. Après avoir obtenu un Baccalauréat G3 en techniques commerciales en 1986 et un brevet de technicien supérieur spécialisé dans la vente en 1989.

### Carrière
Martin Ngouchet entame sa carrière professionnelle en tant que cadre commercial au sein de la société Monga Sogedi.
En 1993, il rejoint la société Prodicam, propriétaire de la marque Honig Cube, qui requiert son expertise et le promeut successivement directeur régional puis directeur marketing et commercial. Parallèlement à ses responsabilités, Martin Ngouchet poursuit ses études et obtient un Diplôme d’Etudes Spécialisées Complémentaires en marketing à l’École Supérieur des Sciences Economiques et Commerciales de Douala (ESSEC) en 1998.
Le tournant décisif de sa carrière s'opère en 1999 avec la création de Promodis Afriq S.A. Cette entreprise se spécialise dans la distribution exclusive de plusieurs marques de renom, telles que Ovaltime, Gino, Mentos, Pringles et Tino Café. Initialement, Promodis Afriq S.A. se lance dans la transformation de l'éponge métallique, mais s'oriente rapidement vers l'importation de produits alimentaires, domaine que Martin Ngouchet maîtrise.
Son expérience dans la distribution agroalimentaire lui facilite l'identification des besoins du marché camerounais et la reprise de la marque Ovaltine sur un marché concurrentiel.
Martin Ngouchet crée en 2005 First African Company (FAC). L'usine de FAC, installée sur plus de 7000 m² à Douala, produit la boisson rafraîchissante Tampico sous licence d'une entreprise américaine, ainsi que les yaourts Tino. Ces produits rencontrent un succès important auprès des consommateurs en Afrique centrale.
La croissance du groupe se poursuit avec la création en 2014 de First African Logistics, spécialisée dans la logistique et le transport, afin d'optimiser les délais et les coûts de dédouanement et de transport. En 2018, il fonde le groupe scolaire bilingue The Vision International School.
Depuis 2011, Martin Ngouchet est également le président du conseil d'administration d'Area Assurances S.A,.
Le Groupe Ngouchet est présent au Gabon et au Tchad. En avril 2025, la Société Financière Internationale (IFC) annonce un partenariat avec FAC pour soutenir l'expansion de la production locale de produits laitiers et de jus de fruits nutritifs au Cameroun,,,.